# Jürgen Wölffer

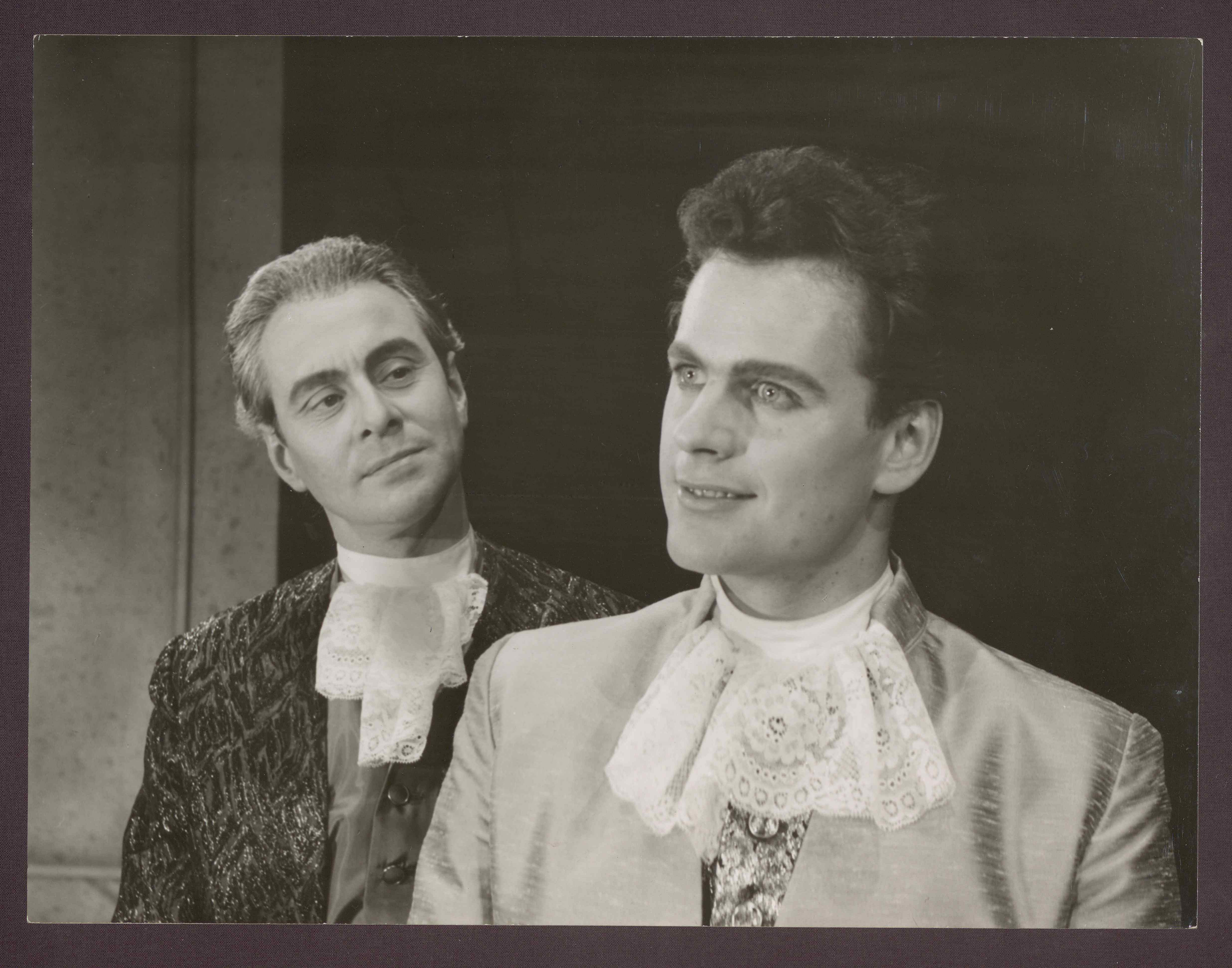
Jürgen Wölffer (rechts) mit Alfred Querbach in Clavigo am Badischen Staatstheater Karlsruhe (1962/1963)

Jürgen Reinhard Wölffer (* 22. Oktober 1936 in Berlin) ist ein deutscher Schauspieler, Theaterregisseur sowie Theatergründer und -leiter.

## Leben
Jürgen Wölffer war Sohn des Intendanten und Theaterregisseurs Hans Wölffer und dessen Frau Else Boy, einer Schauspielerin. Sein Vater leitete von 1933 bis 1942 und dann wieder ab 1950 das Theater und die Komödie am Kurfürstendamm. Einer von Wölffers Berufswünschen war Architekt, doch seine Bewerbung an der Hochschule der Künste wurde abgelehnt. Stattdessen nahm er privaten Schauspielunterricht bei Herma Clement. Sein Bühnendebüt gab er 1958 in der Rolle des Sylvius in William Shakespeares Wie es euch gefällt am Schauspielhaus Düsseldorf. Weitere Stationen waren unter anderem das Badische Staatstheater Karlsruhe und das Berliner Schillertheater. Wölffer spielte überwiegend klassische Rollen, darunter die Titelfiguren in Faust von Johann Wolfgang von Goethe und Friedrich Schillers Drama Don Karlos.
1964 übernahm Wölffer gemeinsam mit seinem Vater und seinem mittlerweile verstorbenen Bruder Christian (1942–2015) die Direktion der Bühnen am Kurfürstendamm, nach dem Tod des Vaters 1976 war er alleiniger Leiter, bis er 2004 die Geschäfte seinem Sohn Martin übergab. 1988 gründete Wölffer in Hamburg die Komödie Winterhuder Fährhaus, 1996 folgte die Komödie Dresden.
Seit 1971 führt Wölffer auch Regie, anfangs unter seinem Pseudonym Reinhard Boy (nach seinem zweiten Vornamen und dem Geburtsnamen seiner Mutter). Seine erste Inszenierung entstand in Erlangen, das Stück Die ist nicht von gestern mit Elke Sommer und Karl John in den Hauptrollen. 1977 gab er mit Phantastische Nacht sein Regiedebüt in Berlin. Es folgte eine große Zahl weiterer Inszenierungen in Berlin, Hamburg und Dresden.
Sporadisch arbeitete Wölffer auch immer wieder vor der Kamera, zum ersten Mal 1957 als Wolfgang Stresemann in der Filmbiografie Stresemann von Alfred Braun. Mitte der 1960er Jahre erlangte er größere Popularität durch seine Rolle als Christian Schulz in der 20-teiligen Familienserie Unser Pauker mit Georg Thomalla in der Titelrolle.
Jürgen Wölffer ist seit 1995 mit seiner Schauspielkollegin Christine Schild verheiratet, die er Mitte der 1980er Jahre bei Proben am Theater am Kurfürstendamm kennengelernt hatte. 1996 erhielt er den Berliner Bär, den Kulturpreis des Berliner Boulevardblattes B.Z.

## Trivia
Else Boy saß mit Gisela Schlüter und dem ungeborenen Jürgen hochschwanger in einem Berliner Café, als die Wehen einsetzten. Gemeinsam schafften die beiden Frauen es noch in das Westendsanatorium in der Joachimsthaler Straße, Ecke Kurfürstendamm. Gisela Schlüter soll sich in der Klinik dermaßen hysterisch aufgeführt haben, dass man zunächst sie für die werdende Mutter hielt.

## Filmografie
- 1957: Stresemann
- 1959: Ein Traumspiel
- 1961: Wir sind noch einmal davongekommen
- 1962: Daphne Laureola
- 1962: Vor Sonnenuntergang
- 1965–1966: Unser Pauker
- 1966: Irrungen – Wirrungen
- 1966: Vater einer Tochter
- 1969: Der Geizige
- 1970: Cher Antoine oder Die verfehlte Liebe
- 1975: Sergeant Berry – Der bestellte Mord
- 1976: Der Mann, der sich nicht traut
- 1988: Ein heikler Fall – Der Retter